# Tinea murariella
Tinea murariella är en fjärilsart som beskrevs av Otto Staudinger 1859. Tinea murariella ingår i släktet Tinea och familjen äkta malar. Inga underarter finns listade i Catalogue of Life.